# Aiello del Friuli
Aiello del Friuli (friülès Daèl) és un municipi de la província d'Udine, regió autònoma de Friül – Venècia Júlia (Itàlia). Està situat a uns 45 km al nord-oest de Trieste i a uns 25 km al sud-est d'Udine. Limita amb els municipis de Bagnaria Arsa, Campolongo Tapogliano, Cervignano del Friuli, Ruda, San Vito al Torre i Visco. Forma part de la comarca de Bassa Friülana.
El 31 de desembre de 2004 tenia 2.229 habitants repartits per 13,0 km²
El municipi conté el nucli urbà de Joannis (friülès Uanis), d'on era oriünd el futbolista i entrenador Enzo Bearzot.

## Administració
| Període | Identitat    | Partit |
| ------- | ------------ | ------ |
| 2004-   | Renato Nuovo | SVP    |